# Vĩnh Lai
Vĩnh Lai, tên khai sinh Võ Thành Khôi (1942-2024), là nhạc sĩ Việt Nam, được tặng Giải thưởng Nhà nước về Văn học Nghệ thuật năm 2012.

## Tiểu sử
Vĩnh Lai (tên khai sinh Võ Thành Khôi) sinh ngày 22 tháng 12 năm 1942 tại Sài Gòn. Ông tập kết ra Bắc theo học trường học sinh miền Nam và hoạt động âm nhạc sôi nổi. Ông từng tốt nghiệp Khoa Lý luận sáng tác - chỉ huy Nhạc viện Hà Nội. Sau đó, ông học sáng tác, kỹ thuật điện thanh - đạo diễn âm thanh tại Nhạc viện Leipzig, Đức (1967-1970).
Sau khi tốt nghiệp kỹ sư âm thanh tại Đức ông về công tác Đài Tiếng nói Việt Nam và từ 1972 đến 1978 học sáng tác tại chức tại Nhạc viện Hà Nội. Từ 1982 đến 1984 ông làm nghiên cứu sinh về môn kỹ thuật âm thanh tại Cộng hòa Dân chủ Đức.
Từ 1969 đến 1974, ông công tác tại Đài Tiếng nói Việt Nam. Từ năm 1975 đến lúc nghỉ hưu (2002) ông công tác tại Đài Truyền hình TP Hồ Chí Minh với chức vụ Giám đốc Đài FM 99,9 Mhz.
Ông qua đời ngày 19 tháng 2 năm 2024 tại TP Hồ Chí Minh.

## Sự nghiệp
Vĩnh Lai có một số ca khúc được phát nhiều trên sóng phát thanh và truyền hình như: Niềm tin (1960), Let’s go home, Song to Americans (bài hát phản chiến cho buổi phát thanh địch vận, 1962), Bóng cây ơn Người (1969), Về nguồn (1975), Nơi này tôi yêu (1978), Bến cảng chiều về! (1985), Sài Gòn – tình ca (1995), Chiếc khăn quê hương, Mùa nắng quê hương, Ánh mắt quê hương, Tiếng lòng… 
Ông còn viết nhiều hợp xướng, nhạc phim, nhạc sân khấu… Các tác phẩm khí nhạc tiêu biểu như: Romance (cho cello và piano, 1973), Quê hương trọn niềm tin (hòa tấu cello, 1976), Rhapsodie Chàm… 
Ông viết hầu hết mọi thể loại giao hưởng, từ giao hưởng lớn 4 chương, giao hưởng thơ, tổ khúc giao hưởng, overture, Rhapsody… Ông sáng tác nhiều cho độc tấu và hòa tấu nhạc cụ được biểu diễn và sử dụng trong giáo trình giảng dạy của các nhạc viện. Ngoài ra, ông còn sáng tác cho cải lương. Sài Gòn – Thành phố tuổi thơ tôi là bản giao hưởng về những ký ức tuổi thơ tuyệt đẹp của nhạc sĩ về Thành phố trong không khí đón Tết.
Bản giao hưởng đồ sộ với bốn chương Miền đông thành đồng của ông được giới thiệu đến công chúng vào ngày 19 tháng 5 năm 2015 và đã nhận được rất nhiều tán thưởng từ giới chuyên môn, khán giả. Theo Vĩnh Lai, ông viết tác phẩm này trong vòng 2 năm và hoàn thành vào tháng 6 năm 2014. Ngoài bản giao hưởng Miền Đông thành đồng, trình diễn lần này ông còn có một số tác phẩm giao hưởng khác như: Giao hưởng thơ Niềm tin, Ouverture Ngày hội non sông, Symphonique Suite. Các tác phẩm thính phòng như: Mối tình quê hương (viết cho cello và piano), Vườn xuân, Hương tràm (dàn dây và piano), Khúc nhạc chiều quê (flute và piano), Người em gái quê hương (violin và piano)…
Ông là người nhạc sĩ được khán giả và đồng nghiệp yêu mến bởi sự chân thành, vui tính và luôn giúp đỡ các nhạc sĩ đàn em.
Ông được Nhà nước tặng thưởng Huân chương Kháng chiến chống Mỹ hạng Nhì, nhiều giải thưởng âm nhạc của Hội Nhạc sĩ Việt Nam…
Năm 2012, ông được tặng Giải thưởng Nhà nước về Văn học Nghệ thuật với các ca khúc: Miền thương, Ánh mắt quê hương, Bóng cây ơn Người, Chiếc khăn quê hương, Niềm tin, thơ giao hưởng Niềm tin và overture Ngày hội non sông.

## Tác phẩm chính

### Ca khúc
- Niềm tin (1960)
- Let’s go home, Song to Americans (bài hát phản chiến cho buổi phát thanh địch vận, 1962)
- Bóng cây ơn Người (1969)
- Về nguồn (1975)
- Nơi này tôi yêu (1978)
- Bến cảng chiều về! (1985)
- Sài Gòn – tình ca (1995)
- Chiếc khăn quê hương
- Mùa nắng quê hương
- Ánh mắt quê hương
- Tiếng lòng...

### Giao hưởng, khí nhạc
- Miền Đông thành đồng
- Giao hưởng thơ Niềm tin
- Ouverture Ngày hội non sông
- Mối tình quê hương (viết cho cello và piano),
- Vườn xuân, Hương tràm (dàn dây và piano),
- Khúc nhạc chiều quê (flute và piano),
- Người em gái quê hương (violin và piano)

## Khen thưởng
- Huân chương Kháng chiến chống Mỹ hạng Nhì

## Vinh danh
- Giải thưởng Nhà nước về Văn học Nghệ thuật (2012)